# Chelemys macronyx
Chelemys macronyx е вид гризач от семейство Мишкови (Muridae). Видът не е застрашен от изчезване.

## Разпространение
Разпространен е в Аржентина и Чили.